# Ton
Ton je zvuk koji ima određenu visinu, jačinu, trajanje i boju, što ga razlikuje od drugih, neodređenih zvukova (kao npr. šumova). Njegove osobine su određene fizičkim vrijednostima zvučnih valova iz kojih nastaje.
- Visina ovisi o frekvenciji zvučnog vala. Što je frekvencija tona viša, to će i sam ton ljudski sluh doživljavati "višim".
- Jačina ovisi o amplitudi vala. Titraji veće amplitude proizvode i jači ton.
- Trajanje ovisi o vremenu emitiranja zvučnog vala. Ton traje dok izvor zvuka proizvodi titraje.
- Timbar  ovisi o svojstvu tvari koja rezonira, o stupnju jačine osnovnog tona, amplitudi, strukturi i sklopu jačine glasnih alikvotnih tonova određenog izvora zvuka, kao i o frekvenciji tona.[1]

Primjena tonova različite visine, trajanja, jačine i boje prema određenim estetskim kriterijima je temelj glazbene umjetnosti.

## Vanjske poveznice
- Ton Hrvatska enciklopedija, pristupljeno 2. kolovoza 2020.